# دریاچه یورخیامیایاروی
دریاچه یورخیامیایاروی (انگلیسی: Lake Yurkhyamyayarvi) یک دریاچه در استان مورمانسک کشور روسیه است.